# Верещаки (Звенигородський район)
Верещаки́ — село в Україні, у Лисянській селищній громаді Звенигородського району Черкаської області. Підпорядковане Почапинській сільській раді.
Населення села становить 290 осіб (2005; 327 в 2001).

## Географії
Верещаки розташовані по обидва береги річки Зубря, лівої притоки Гнилого Тікичу (басейн Південного Бугу). На річці збудований великий став. Зі східного та північного боків село оточене великими лісовими масивами.

## Історія
У Верещаках закінчувалася гілка вузькоколійної залізниці Єрки-Вільшани що прямувала з селища Єрки до місцевих колишніх цукрозаводів (зокрема до Вільшанського у селищі Вільшана). У 2002 році цукрозавод закрився, а вузькоколійку розібрали у 2003 році.

## Населення
Згідно з переписом УРСР 1989 року чисельність наявного населення села становила 362 особи, з яких 142 чоловіки та 220 жінок.
За переписом населення України 2001 року в селі мешкало 326 осіб.

### Мова
Розподіл населення за рідною мовою за даними перепису 2001 року:
| Мова       | Відсоток |
| ---------- | -------- |
| українська | 97,86 %  |
| російська  | 1,83 %   |
| білоруська | 0,31 %   |

## Відомі люди
У селі розташована могила М. П. Мохова, пам'ятний знак на місці, де був убитий голова ревкому А. Ф. Данько, пам'ятник загиблим воїнам та пам'ятний знак на місці масових поховань жертв голодомору.
Уродженцем села є Ілля Гаврилович Шульга (1921—93) — професор, історик, заслужений діяч вищої школи.
Письменник Маловічко Іван Кирилович
Доктор технічних наук Маловічко Олександр Кирилович

## Сьогодення
Працюють фельдшерсько-акушерський пункт, сільські клуб та бібліотека.
Серед релігійних громад, у селі діє Українська православна церква Московського патріархату, Святої Покрови: дерев'яна, 7-го класу штатної класифікації. Землі мала 42 десятини, збудована в 1775 р.